# Arachnocephalus subsulcatus
Arachnocephalus subsulcatus är en insektsart som beskrevs av Henri Saussure 1899. Arachnocephalus subsulcatus ingår i släktet Arachnocephalus och familjen Mogoplistidae. IUCN kategoriserar arten globalt som starkt hotad. Inga underarter finns listade i Catalogue of Life.